# Claudia Wells
Claudia Wells (Kuala Lumpur, 1966. július 5. –) amerikai színésznő, üzletasszony.

## Élete és pályafutása
Malajziában született. Hét hónapos volt, amikor szüleivel San Franciscóba költöztek. 14 évesen Los Angelesben telepedtek le, ahol elvégezte a középiskolát.
Miután tévéműsorokban szerepelt, Wells játszotta Jennifer Parkert, Marty McFly barátnőjét az 1985-ös Vissza a jövőbe című filmben. Amikor édesanyjánál rákot diagnosztizáltak, hosszú időre visszavonult a színészettől, ezért a film folytatásaiban Elisabeth Shue vette át a helyét.

## Filmográfia

### Film
| Év   | Cím                                  | Szerep          | Megjegyzések                                           |
| ---- | ------------------------------------ | --------------- | ------------------------------------------------------ |
| 1985 | Vissza a jövőbe (Back to the Future) | Jennifer Parker | - magyar hangja: - Földesi Judit - Kiss Virág Magdolna |
| 2008 | Still Waters Burn                    | Laura Harper    |                                                        |
| 2011 | Alien Armageddon                     | Eileen Daly     |                                                        |
| 2013 | You Are Not Alone                    | Cristina anyja  | rövidfilm                                              |
| 2013 | Max                                  | anya            | rövidfilm                                              |
| 2014 | Starship: Rising                     | Savage százados |                                                        |
| 2015 | EP/Executive Protection              | Pam Travis      |                                                        |
| 2015 | Back in Time                         | önmaga          | Vissza a jövőbe dokumentumfilm                         |
| 2015 | Back to the 2015 Future              | Jennifer Parker | rövidfilm                                              |
| 2018 | Groove Street                        | Julie           |                                                        |
| 2018 | System Failure                       | Mrs Henderson   | rövidfilm                                              |
| 2019 | Vitals                               | Margaret Parks  |                                                        |

### Televízió
| Év        | Magyar cím                    | Eredeti cím                | Szerep                   | Megjegyzések        |
| --------- | ----------------------------- | -------------------------- | ------------------------ | ------------------- |
| 1979      |                               | Family                     | Denise / Barbara Collins | 2 epizód            |
| 1981      |                               | Rise and Shine             | Patsy D'Allisandro       | 1 epizód            |
| 1981      |                               | Strike Force               | Patty                    | 1 epizód            |
| 1982      | A kicsi kocsi újabb kalandjai | Herbie, the Love Bug       | Julie MacLane            | 5 epizód            |
| 1982      |                               | Lovers and Other Strangers | Mary Claire Delvecchio   | tévéfilm            |
| 1984      |                               | Fame                       | Marya                    | 1 epizód            |
| 1984      |                               | Anatomy of an Illness      | Sarakit                  | tévéfilm            |
| 1984–1985 |                               | Off the Rack               | Shannon Halloran         | 7 epizód            |
| 1984–1986 |                               | CBS Schoolbreak Special    | Lisa / Wendy             | 2 epizód            |
| 1985      |                               | Trapper John, M.D.         | Candy                    | 1 epizód            |
| 1985      |                               | Simon & Simon              | Phoebe Glass             | 1 epizód            |
| 1986      |                               | Fast Times                 | Linda Barrett            | 7 epizód            |
| 1986      |                               | Brothers                   | Sarah                    | 1 epizód            |
| 2011      | A mentalista                  | The Mentalist              | Marnie Green rendőrfőnök | 1 epizód            |
| 2014      |                               | Zero Impact Home           | Future Petal             | rövidfilmes sorozat |
| 2015      |                               | The Comeback Kids          | önmaga                   | 1 epizód            |

### Videójátékok
| Év   | Cím                          | Szerep          | Megjegyzések    |
| ---- | ---------------------------- | --------------- | --------------- |
| 2011 | Back to the Future: The Game | Jennifer Parker | 3. és 4. epizód |